# República Septinsular
A República Septinsular (em grego:  Ἑπτάνησος Πολιτεία, transl.: Heptanēsos Politeia; em italiano:  Repubblica Settinsulare) foi uma república oligárquica que existiu de 1800 a 1807 sob domínio de soberania dos impérios russo e otomano nas Ilhas Jónicas (Corfu, Paxos, Lêucade, Cefalónia, Ítaca, Zacinto e Cítera).
A república foi fundada após uma frota combinada russo-otomana ter capturado as ilhas e terminado com o domínio francês nas ilhas Jónicas (1797–1799) exercido pela Primeira República Francesa. Embora os habitantes locais esperassem pela independência total, o novo estado teve apenas autonomia sendo tributário da Sublime Porta. Porém, foi a primeira vez que os gregos modernos exerceram auto-governo desde a queda do Despotado da Moreia do Império Bizantino face aos otomanos em 1460. Em 1807, a república foi cedida ao Primeiro Império Francês, mas as ilhas não foram anexadas pela França, que manteve as instituições de governo. Os britânicos gradualmente tomaram conta das ilhas, e na sequência do Tratado de Paris, as ilhas foram formalmente organizadas nos Estados Unidos das Ilhas Jónicas sob proteção britânica.